# Fran Dosaula
Francisco Dosaula López, más conocido como Fran Dosaula, (nacido el 14 de abril de 1962 en Colonia, Renania del Norte-Westfalia, Alemania) es un exjugador de baloncesto español. Con 2.00 metros de estatura, jugaba en la posición de alero. 

## Trayectoria
- Cantera La Salle Bonanova
- La Salle Bonanova (1980-1983)
- Granollers Esportiu Bàsquet (1983-1986)
- Obradoiro CAB (1986-1988)
- Tenerife Amigos del Baloncesto (1988-1989)
- Obradoiro CAB (1989-1990)
- CB Breogán (1990-1991)
- Obradoiro CAB (1991-1992)